# Boxe aux Jeux olympiques d'été de 1968
Navigation
Tokyo 1964 Munich 1972
Aux Jeux olympiques d'été de 1968, onze épreuves de boxe anglaise se sont disputées du 13 au 26 octobre 1968 à Mexico , au Mexique. 
La catégorie mi-mouches (-48 kg) fait pour la première fois son apparition au programme.

## Résultats

### Podiums
| Catégories                    | Or                  | Argent              | Bronze                            |
| Poids mi-mouches (-48 kg)     | Francisco Rodríguez | Jee Yong-Ju         | Hubert Skrzypczak Harlan Marbley  |
| Poids mouches (-51 kg)        | Ricardo Delgado     | Artur Olech         | Servílio de Oliveira Leo Rwabwogo |
| Poids coqs (-54 kg)           | Valerian Sokolov    | Eridadi Mukwanga    | Eiji Morioka Chang Kyou-chul      |
| Poids plumes (-57 kg)         | Antonio Roldán      | Al Robinson         | Philip Waruinge Ivan Michailov    |
| Poids légers (-60 kg)         | Ronnie Harris       | Józef Grudzień      | Zvonimir Vujin Calistrat Cutov    |
| Poids super-légers (-63,5 kg) | Jerzy Kulej         | Enrique Regüeiferos | James Wallington Arto Nilsson     |
| Poids welters (-67 kg)        | Manfred Wolke       | Joseph Bessala      | Vladimir Musalimov Mario Guilloti |
| Poids super-welters (-71 kg)  | Boris Lagutin       | Rolando Garbey      | John Lee Baldwin Günther Meier    |
| Poids moyens (-75 kg)         | Chris Finnegan      | Aleksey Kisselyov   | Agustín Zaragoza Al Jones         |
| Poids mi-lourds (-81 kg)      | Danas Pozniakas     | Ion Monea           | Georgi Stankov Stanislaw Dragan   |
| Poids lourds (+81 kg)         | George Foreman      | Ionas Chepulis      | Giorgio Bambini Joaquín Rocha     |

### Tableau des médailles
Un classement des médailles dominé par les boxeurs soviétiques au niveau des médailles d'or alors que les américains remportent le plus de médailles au total (7).
| Place | Pays                 | Médaille d'or, Jeux olympiques | Médaille d'argent, Jeux olympiques | Médaille de bronze, Jeux olympiques | Total |
| ----- | -------------------- | ------------------------------ | ---------------------------------- | ----------------------------------- | ----- |
| 1     | Union soviétique     | 3                              | 2                                  | 1                                   | 6     |
| 2     | États-Unis           | 2                              | 1                                  | 4                                   | 7     |
| 3     | Mexique              | 2                              | 0                                  | 2                                   | 4     |
| 4     | Pologne              | 1                              | 2                                  | 2                                   | 5     |
| 5     | Allemagne de l'Est   | 1                              | 0                                  | 0                                   | 1     |
| -     | Royaume-Uni          | 1                              | 0                                  | 0                                   | 1     |
| -     | Venezuela            | 1                              | 0                                  | 0                                   | 1     |
| 8     | Cuba                 | 0                              | 2                                  | 0                                   | 2     |
| 9     | Corée du Sud         | 0                              | 1                                  | 1                                   | 2     |
| -     | Ouganda              | 0                              | 1                                  | 1                                   | 2     |
| -     | Roumanie             | 0                              | 1                                  | 1                                   | 2     |
| 12    | Cameroun             | 0                              | 1                                  | 0                                   | 1     |
| 13    | Bulgarie             | 0                              | 0                                  | 2                                   | 2     |
| 14    | Argentine            | 0                              | 0                                  | 1                                   | 1     |
| -     | Brésil               | 0                              | 0                                  | 1                                   | 1     |
| -     | Finlande             | 0                              | 0                                  | 1                                   | 1     |
| -     | Italie               | 0                              | 0                                  | 1                                   | 1     |
| -     | Japon                | 0                              | 0                                  | 1                                   | 1     |
| -     | Kenya                | 0                              | 0                                  | 1                                   | 1     |
| -     | Allemagne de l'Ouest | 0                              | 0                                  | 1                                   | 1     |
| -     | Yougoslavie          | 0                              | 0                                  | 1                                   | 1     |
| Total | 21 pays médaillés    | 11                             | 11                                 | 22                                  | 44    |